# Lorenzo Bianchini (regista)
Lorenzo Bianchini (Udine, 8 agosto 1968) è uno sceneggiatore e regista cinematografico italiano.
Vive e opera a Udine. È un esponente della produzione cinematografica indipendente italiana ed è considerato un regista di culto.

## Biografia
Nel 1997, da autodidatta, realizza il cortometraggio Paura dentro, thriller psicologico. L'anno successivo produce e dirige Smoke Allucination, sul satanismo. È del 1999 il mediometraggio I denti della Luna (I Dincj de Lune), una storia di licantropia recitata in friulano che vince il primo premio della sezione Fiction della Mostre dal Cine Furlan.
Debutta nel lungometraggio nel 2001 con Radice quadrata di tre (Lidrîs cuadrade di trê), una storia di orrore e satanismo sempre in lingua friulana. Scritto con Enzo Pituello, viene girato in mini-DV nei sotterranei dell'Istituto tecnico industriale Malignani di Udine (presso il quale il regista lavorava) con attori non professionisti ed effetti speciali naturali. Morando Morandini, nel suo dizionario dei film, lo cita come "un horror amatoriale di rispetto". Presentato al Far East Film Festival come evento speciale, viene distribuito in DVD nel 2006 dal Centro espressioni cinematografiche di Udine e vende più di 1 000 copie nel primo mese in tutta Italia.
Segue nel 2004 l'horror Custodes bestiae, realizzato ancora in formato digitale, che ottiene un piccolo finanziamento dagli enti locali di Udine. Il film viene girato al mercato dell'antiquariato di Aquileia, la Biblioteca Arcivescovile, Villa Manin e i sotterranei del Forte di Osoppo. Come per il precedente, la sua programmazione nelle sale regionali fa concorrenza a pellicole dell'ordinaria distribuzione cinematografica. Vince il primo premio al TOHorror Film Festival di Torino e viene distribuito in DVD dalla Ripley Home Video.
Nel 2005 realizza Film sporco, questa volta una produzione in lingua italiana, ma sempre a basso costo e in gran parte improvvisato. Il film, definito un noir tarantiniano rimane inedito.
Fra il 2007 e il 2008 realizza il lungometraggio Occhi, thriller psicologico prodotto dalla società indipendente Rivolta Film del portoghese Francisco Villa-Lobos e Elena Pollacchi, e interpretato da Giovanni Visentin e Sofia Marques. Occhi debutta in anteprima mondiale agli Incontri cinematografici di Stresa nel giugno 2010. Il film non ha ancora trovato distribuzione.
Nel 2013 esce il suo quinto lungometraggio, Oltre il guado: un etologo naturalista è intrappolato in un lontano villaggio, luogo d'antica maledizione. Il film è girato tra i boschi di Monteprato e il centro antico di Topolò. La lingua questa volta è un dialetto sloveno parlato in terre di frontiera.
Fra il 2014 e il 2015 dirige la webserie Sidera, prodotta da Omar Soffici e ambientata a Sottoselva presso il vecchio istituto psichiatrico. L'opera è presentata fuori concorso al TOHorror OFF 2015.
Nel 2019 realizza L'angelo dei muri, il suo debutto nel cinema mainstream, un altro thriller-horror questa volta su un anziano che non vuole lasciare la sua casa e concepisce una strategia per continuare a viverci segretamente e che poi diventerà la sua ossessione. Scrive il soggetto e la sceneggiatura assieme a Fabrizio Bozzetti e alla sorella Michela Bianchini. Il direttore della fotografia è Peter Zeitlinger. Protagonisti il francese Pierre Richard e la slovena Iva Krajnc. «Questa storia non è soltanto un contenitore di ricordi personali: è il punto d'arrivo di un percorso iniziato con i miei film precedenti. Un percorso di sottrazione in cui il minimalismo narrativo e la rarefazione dei dialoghi sono portati all'estremo» dichiara Bianchini. Il film viene distribuito nel 2022 dalla Tucker Film.

## Filmografia

### Cortometraggi
- Paura dentro (1997)
- Smoke Allucination (1998)
- I denti della Luna (I Dincj de Lune) (1999)

### Lungometraggi
- Radice quadrata di tre (Lidrîs cuadrade di trê) (2001)
- Custodes bestiae (2004)
- Film sporco (2005)
- Occhi (2010)
- Oltre il guado (2013)
- L'angelo dei muri (2021)

### Webserie
- Sidera (2015)